# Хотел за псе
Хотел за псе (енгл. Hotel for Dogs) је америчка породична комедија из 2009. године, у режији Тора Фројдентала, по истоименом роману Лоис Данкан из 1971. године. Главне улоге глуме: Ема Робертс, Џејк Т. Остин, Кајла Прат, Лиса Кудроу, Кевин Дилон и Дон Чидл. Филм говори брату и сестри који живе у хранитељској породици и тајно удомљавају псе луталице у празном хотелу.
Други је филм који је произвео Nickelodeon уз студио DreamWorks Pictures. Снимање се одвијало од новембра 2007. године у Лос Анђелесу. Пси приказани у филму су тренирани неколико месеци пре почетка снимања. Скоро осамдесет дечака је било на аудицији за улогу Бруса пре него је Остин изабран. Приказан је 16. јануара 2009. године. Оставио је комерцијални успех, зарадивши 117 милиона долара широм света.

## Радња
Када уврнути хранитељи забране шеснаестогодишњој Енди и њеном млађем брату Брусу да чувају животиње, они ће морату да брзо пронађу одговарајући дом за свог пса љубимца. Сналажљива деца случајно ће открити напуштени хотел и захваљујући Брусовој генијалности у механици, претвориће хотел у магични рај за свог љубимца и његове пријатеље. Када лавеж паса постане сумњив суседима, Енди и Брус ће све покушати да спрече откривање овог чаробног скровишта за напуштене псе.

## Улоге
| Глумац                 | Улога          |
| ---------------------- | -------------- |
| Ема Робертс            | Енди           |
| Џејк Т. Остин          | Брус           |
| Џони Симонс            | Дејв           |
| Трој Ђентиле           | Марк           |
| Кајла Прат             | Хедер          |
| Дон Чидл               | Берни Вилкинс  |
| Робин Ли               | Керол Вилкинс  |
| Лиса Кудроу            | Лоис Скадер    |
| Кевин Дилон            | Карл Скадер    |
| Ивет Никол Браун       | госпођа Камвел |
| Грегори Спорледер      | Херб Дули      |
| Ерик Еделстајн         | Макс           |
| Аџај Наиду             | Џејк           |
| Максимилијано Ернандез | Мајк           |
| Андре Вер              | Џеф            |
| Џонатан Клајв          | Еван           |
| Кени Вајберт           | Џејсон         |